# Strandängsfly
Strandängsfly, Litoligia literosa, är en fjärilsart som beskrevs av Adrian Hardy Haworth 1809. Enligt Dyntaxa ingår Strandängsfly i släktet Litoligia men enligt Catalogue of Life är tillhörigheten istället släktet Mesoligia. Enligt båda källorna tillhör arten familjen nattflyn, Noctuidae. Arten är reproducerande i Sverige.  En underart finns listad i Catalogue of Life, Mesoligia literosa kutchilou Brandt, 1939.

## Bildgalleri

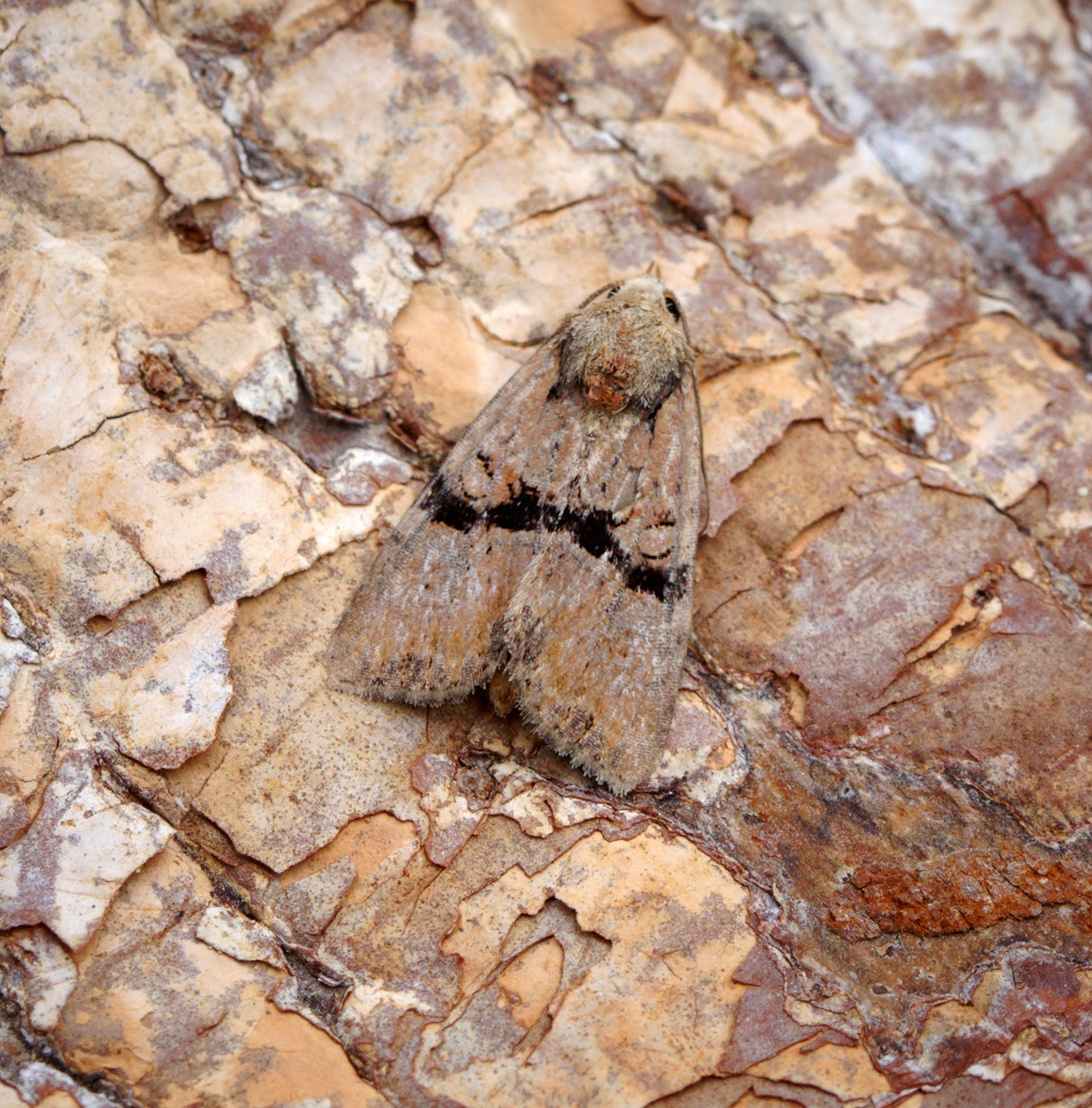
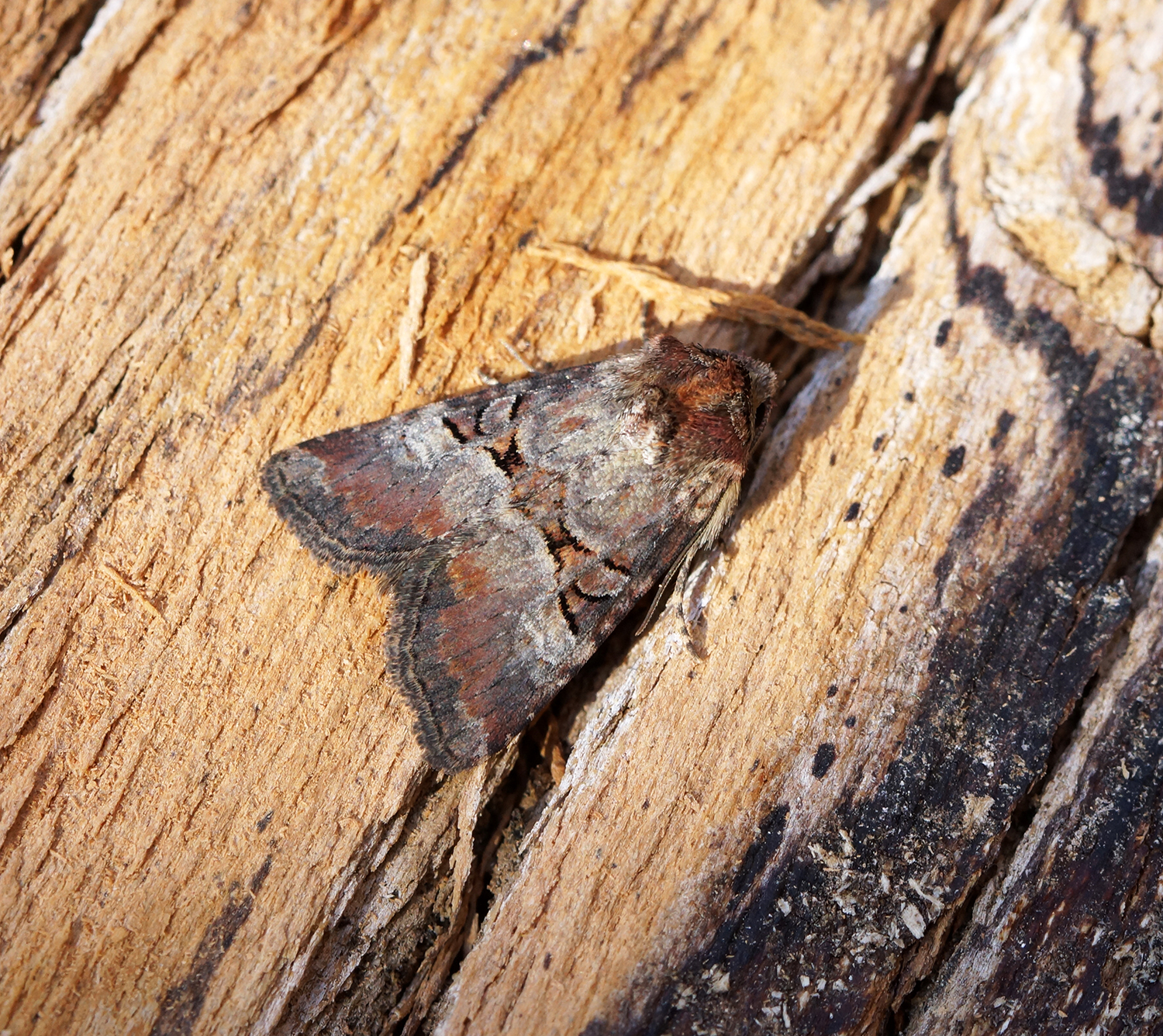
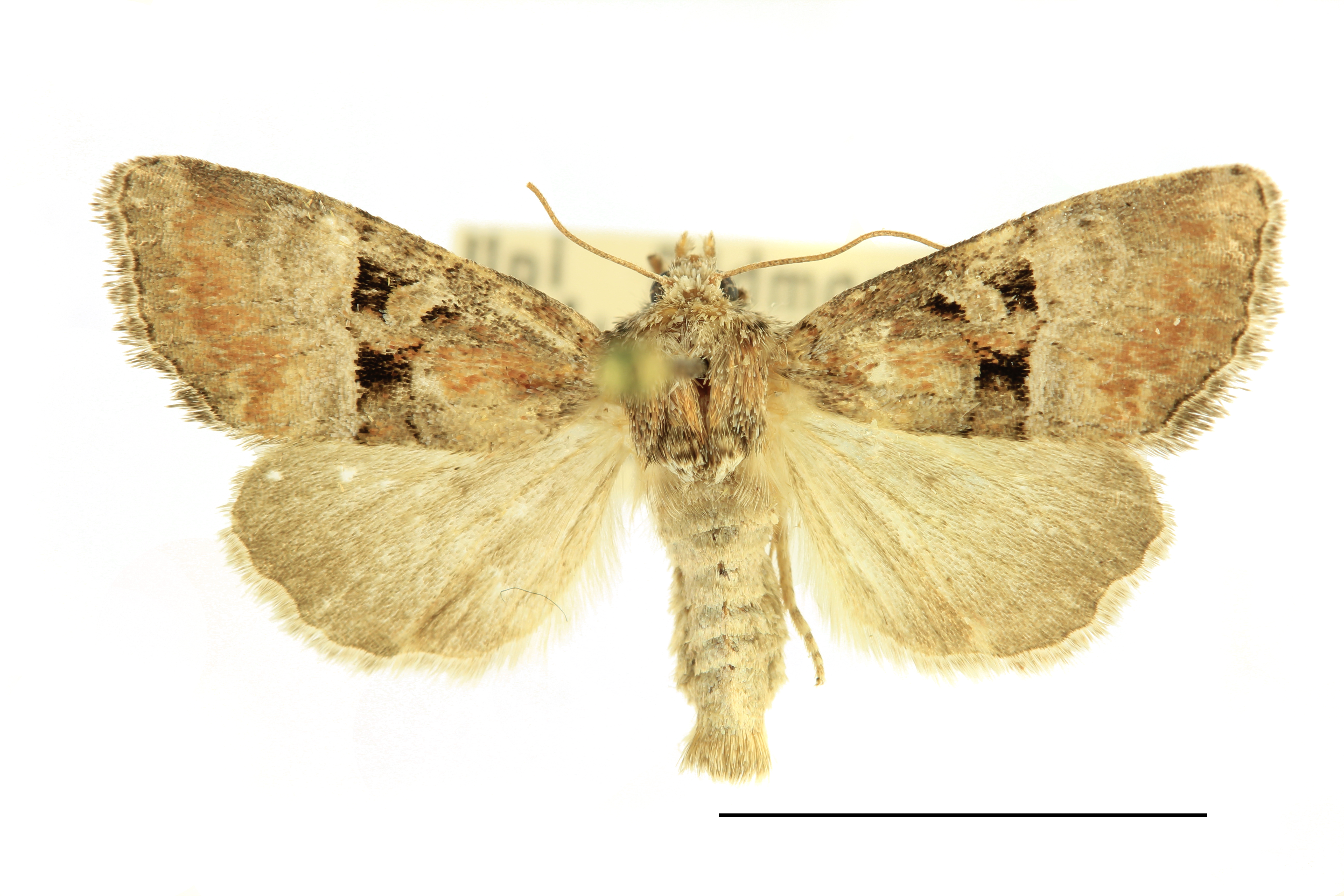